# Marek Plewiński
Marek Plewiński (ur. 20 stycznia 1964) – polski koszykarz, występujący na pozycjach rzucającego obrońcy lub niskiego skrzydłowego, czterokrotny mistrz Polski.

## Osiągnięcia
Drużynowe
- Mistrz Polski (1983, 1984, 1989, 1990)
- Wicemistrz Polski (1985, 1991)
- Brązowy medalista mistrzostw Polski (1987)
- Zdobywca pucharu Polski (1984)
- Uczestnik rozgrywek Pucharu Europy Mistrzów Krajowych (1984/1985 – I runda, 1987/1988 – TOP16, 1989/1990 – grupa ćwierćfinałowa, 1990/1991 – I runda)
- 4. miejsce podczas mistrzostw Polski juniorów (1982)[2]

Indywidualne
- Zaliczony do I składu mistrzostw Polski juniorów (1982)